# Phlegmariurus callitrichifolius
Phlegmariurus callitrichifolius är en lummerväxtart som först beskrevs av Georg Heinrich Mettenius, och fick sitt nu gällande namn av B. Øllg. Phlegmariurus callitrichifolius ingår i släktet Phlegmariurus och familjen lummerväxter. Inga underarter finns listade i Catalogue of Life.